# Dun Eaglais
Dun Eaglais ist eine Villa in der schottischen Ortschaft Kippen in der Council Area Stirling. 1992 wurde das Bauwerk in die schottischen Denkmallisten in der höchsten Denkmalkategorie A aufgenommen.

## Geschichte
Die Villa entstand zwischen 1902 und 1903 für den schottischen Maler David Young Cameron. Für den Entwurf zeichnet der Architekt Charles E. Whitelaw. Ab 1911 begann Cameron mit der Überarbeitung von Dun Eaglais. Hierzu sicherte er sich die Unterstützung des Architekten Alexander Nisbet Paterson. Die Arbeiten, bei denen auch Einflüsse der Neorenaissance-Architektur und der Arts-and-Crafts-Bewegung eingingen, wurden 1924 abgeschlossen. Einige Stücke der Inneneinrichtung wurden später der National Gallery of Scotland gespendet.

## Beschreibung
Dun Eaglais steht am Nordostrand von Kippen. Die komplex aufgebaute Villa ist zweistöckig. Ihre asymmetrisch aufgebauten Fassaden sind mit Harl verputzt. Aus den schiefergedeckten, steilen Sattel- und Walmdächern treten geschwungene Gauben heraus. Markant ist der runde Eckturm, der von der Südkante aufragt. Der Eingangsbereich ist als Loggia mit runden Säulen und Rundbögen gestaltet.